# Президенти-Кеннеди (Эспириту-Санту)
Президенти-Кеннеди (порт. Presidente Kennedy) — муниципалитет в Бразилии, входит в штат Эспириту-Санту. Составная часть мезорегиона Юг штата Эспириту-Санту. Входит в экономико-статистический микрорегион Итапемирин. Население составляет 10 645 человек на 2006 год. Занимает площадь 586,464 км². Плотность населения — 16,4 чел./км².

## История
Город основан 11 мая 1964 года.

## Статистика
- Валовой внутренний продукт на 2003 составляет 98 821 582,00 реалов (данные: Бразильский институт географии и статистики).
- Валовой внутренний продукт на душу населения на 2003 составляет 10 289,63 реалов (данные: Бразильский институт географии и статистики).
- Индекс развития человеческого потенциала на 2000 составляет 0,722 (данные: Программа развития ООН).